# Гільєрмо Вілас
Гільє́рмо Ві́лас (ісп. Guillermo Vilas) — аргентинський професійний тенісист 
1970-х — 1980-х років, переможець 62 тенісних турнірів, зокрема 4 турнірів Великого шолома, 1 підсумкового турніру року Гран-прі. 
У Віласа були дві рекордні безпрограшні серії з 46 матчів на будь-якому покритті та 53 матчів на ґрунті. The Daily Telegraph поставила його на третє місце серед ґрунтових спеціалістів після Рафаеля Надаля та Б'єрна Борга.
Віласа введено до Міжнародної зали тенісної слави у 1991 році.

## Загальна статистика

### Досягнення в одиночних змаганнях
| W | Ф | ПФ | ЧФ | #Р | КТ | К# | DNQ | A | NH |

| Турнір                                 | 1970 | 1971 | 1972 | 1973 | 1974 | 1975 | 1976 | 1977 | 1977 | 1978 | 1979 | 1980 | 1981 | 1982 | 1983 | 1984 | 1985 | 1986 | 1987 | 1988 | 1989 | SR     | В-П    |
| -------------------------------------- | ---- | ---- | ---- | ---- | ---- | ---- | ---- | ---- | ---- | ---- | ---- | ---- | ---- | ---- | ---- | ---- | ---- | ---- | ---- | ---- | ---- | ------ | ------ |
| Турніри Великого шолома                |      |      |      |      |      |      |      |      |      |      |      |      |      |      |      |      |      |      |      |      |      |        |        |
| Відкритий чемпіонат Австралії з тенісу |      |      |      |      |      |      |      | Ф    |      | 1978 | 1979 | ПФ   | 3р   |      |      |      |      | NH   |      |      |      | 2 / 5  | 23–3   |
| Відкритий чемпіонат Франції з тенісу   |      |      | 3р   | 3р   | 3р   | Ф    | ЧФ   | 1977 | 1977 | Ф    | ЧФ   | ЧФ   | 4р   | Ф    | ЧФ   | 1р   | 2р   | ЧФ   | 2р   | 2р   | 1р   | 1 / 18 | 56–17  |
| Вімблдонський турнір                   | 1р   |      | 1р   |      | 3р   | ЧФ   | ЧФ   | 3р   | 3р   | 3р   | 2р   |      | 1р   |      | 1р   |      |      | 1р   |      |      |      | 0 / 11 | 15–11  |
| Відкритий чемпіонат США з тенісу       |      |      | 2р   | 1р   | 4р   | ПФ   | ПФ   | 1977 | 1977 | 4р   | 4р   | 4р   | 4р   | ПФ   | 3р   | 3р   | 2р   | 1р   |      |      |      | 1 / 15 | 43–14  |
| В-П                                    | 0–1  | 0–0  | 3–3  | 2–2  | 7–3  | 15–3 | 13–3 | 21–2 | 21–2 | 17–3 | 14–3 | 10–3 | 8–4  | 11–2 | 6–3  | 2–2  | 2–2  | 4–3  | 1–1  | 1–1  | 0–1  | 4 / 49 | 137–45 |
| Рейтинг на кінець року                 | –    | –    | –    | 31   | 5    | 2    | 6    | 2    | 2    | 3    | 6    | 5    | 6    | 4    | 11   | 28   | 39   | 22   | 71   | 126  | 408  |        |        |
| Завершальний чемпіонат сезону          |      |      |      |      |      |      |      |      |      |      |      |      |      |      |      |      |      |      |      |      |      |        |        |
| Фінал ATP                              |      |      |      |      | П    | ПФ   | ПФ   | ПФ   | ПФ   |      | RR   | RR   | RR   | ПФ   |      |      |      |      |      |      |      | 1 / 8  | 16–11  |

## Фінали турнірів Великого шолома в одиночному розряді: 8 (4 титули)
| Результат | Рік  | Турнір                               | Покриття | Суперник       | Рахунок                 |
| --------- | ---- | ------------------------------------ | -------- | -------------- | ----------------------- |
| Поразка   | 1975 | Відкритий чемпіонат Франції          | Ґрунт    | Б'єрн Борг     | 2–6, 3–6, 4–6           |
| Поразка   | 1977 | Відкритий чемпіонат Австралії (січ.) | Трава    | Роско Теннер   | 3–6, 3–6, 3–6           |
| Перемога  | 1977 | Відкритий чемпіонат Франції          | Ґрунт    | Браян Готтфрід | 6–0, 6–3, 6–0           |
| Перемога  | 1977 | Відкритий чемпіонат США з тенісу     | Ґрунт    | Джиммі Коннорс | 2–6, 6–3, 7–6(7–4), 6–0 |
| Поразка   | 1978 | Відкритий чемпіонат Франції (2)      | Ґрунт    | Бйорн Борг     | 1–6, 1–6, 3–6           |
| Перемога  | 1978 | Відкритий чемпіонат Австралії        | Трава    | Джон Маркс     | 6–4, 6–4, 3–6, 6–3      |
| Перемога  | 1979 | Відкритий чемпіонат Австралії (2)    | Трава    | Джон Седрі     | 7–6(7–4), 6–3, 6–2      |
| Поразка   | 1982 | Відкритий чемпіонат Франції (3)      | Ґрунт    | Матс Віландер  | 6–1, 6–7(6–8), 0–6, 4–6 |

### Рекорди
- ^ Позначає безперервну серію.

| Турнір                           | Роки    | Встановлений рекорд                                  | З ким ділить |
| -------------------------------- | ------- | ---------------------------------------------------- | ------------ |
| Відкритий чемпіонат США з тенісу | 1977    | 72.1% (106–41) відсоток виграних геймів на 1 турнірі | Одноосібно   |
| Тур Гран-прі                     | 1977    | 16 титулів за 1 сезон                                | Одноосібно   |
| Тур Гран-прі                     | 1977    | Досягнув 22 фінали за 1 сезон                        | Одноосібно   |
| Тур Гран-прі                     | 1977    | 14 титулів на ґрунті за 1 сезон                      | Одноосібно   |
| Тур Гран-прі                     | 1977    | 120 виграних матчів на відкритих кортах за 1 season  | Одноосібно   |
| Тур Гран-прі                     | 1977    | 15 титулів на відкритих кортах за 1 сезон            | Одноосібно   |
| Тур Гран-прі                     | 1977    | 145 виграних матчів за 1 сезон                       | Одноосібно   |
| Тур Гран-прі                     | 1973–88 | 632 виграні матчі на ґрунті                          | Одноосібно   |
| ATP Buenos Aires                 | 1973–82 | 8 титулів в одиночному розряді                       | Одноосібно   |
| ATP Buenos Aires                 | 1973–77 | 6 титулів поспіль                                    | Одноосібно   |

## Нотатки
1. ↑  1977 року Відкритий чемпіонат Австралії відбувся двічі - в січні та грудні. Вілас взяв участь лише в січневому турнірі.
2. ↑  Відкритий чемпіонат Франції з тенісу 1972 мав два попередні кола[4]. Кваліфікувавшись, Вілас виграв їх обидва і потрапив до основної сітки. Ці виграші не рахуються в рамках основної сітки.
3. 1 2 3 4 5  Підсумковий турнір сезону, Фінал ATP, відбувся в січні наступного року.
4. ↑  1977 року турнір відбувся двічі.